# Cyclosa cephalodina
Cyclosa cephalodina là một loài nhện trong họ Araneidae.
Loài này thuộc chi Cyclosa. Cyclosa cephalodina được miêu tả năm 1996 bởi Da-xiang Song & Liu.